# ノースアイランド海軍航空基地

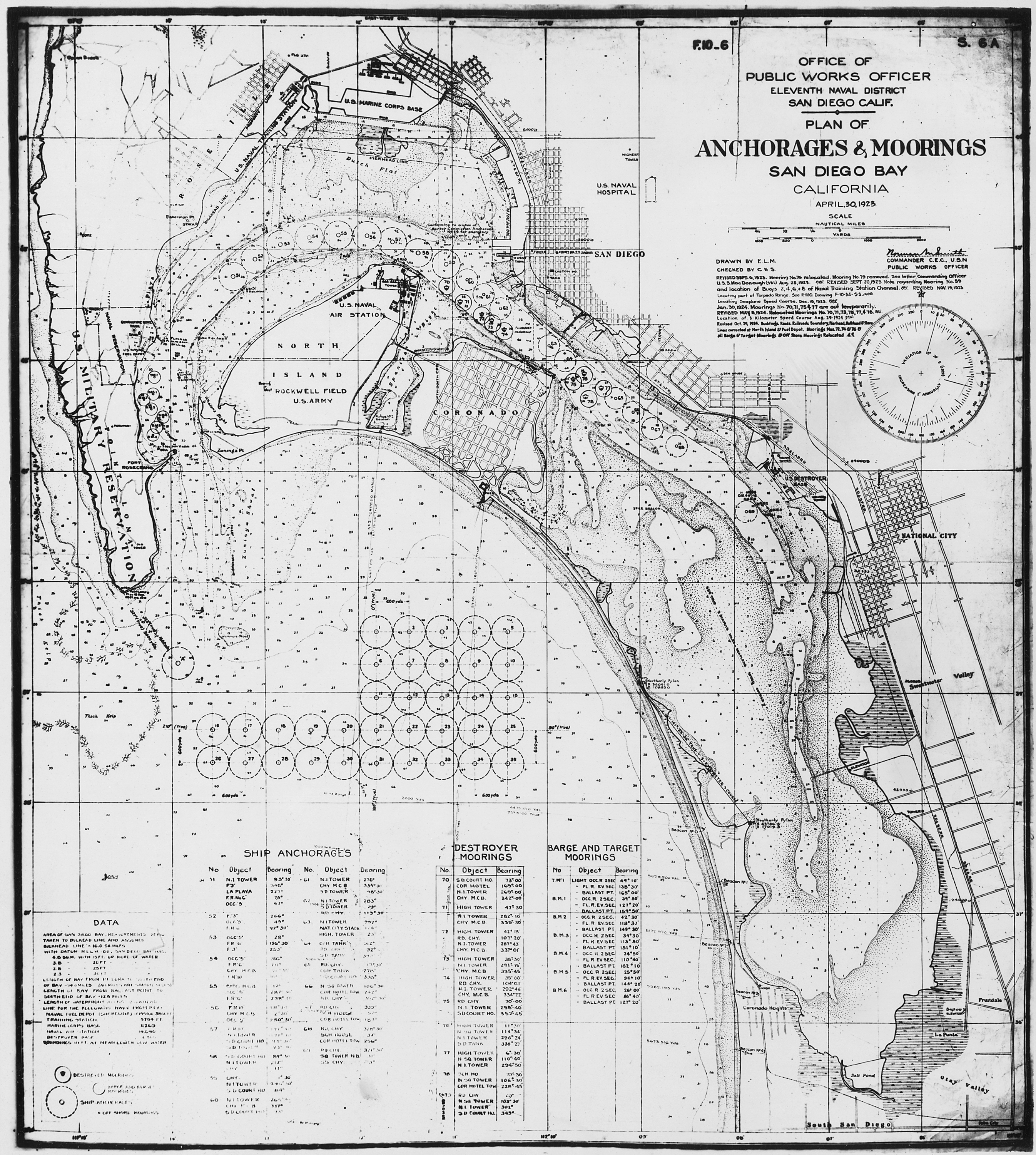
ノースアイランド、コロナド、ナショナル・シティと周辺地域を含むサンディエゴ湾の軍事拠点地図

ノースアイランド海軍航空基地（ノースアイランドかいぐんこうくうきち、英語: Naval Air Station North Island, 英語: NAS North Island）は、サンディエゴ湾にあるコロナド半島の北端に所在するアメリカ海軍の航空基地で、航空母艦の基地にもなっている。
ノースアイランド海軍航空基地の司令官は、コロナド海軍基地の司令官も兼務している。さらに、コロナド海軍両用戦基地（英語: Naval Amphibious Base Coronado）、インペリアル・ビーチ海軍場外離着陸場（英語: Outlying Field Imperial Beach）、シルバー・ストランド複合訓練施設（英語: Silver Strand Training Complex）、ラ・ポスタ・マウンテン戦闘訓練施設（英語: La Posta Mountain Warfare Training Facility）、ワーナー・スプリングス訓練区域およびサン・クレメンテ島海軍補助着陸施設（英語: Naval Auxiliary Landing Facility（NALF）, San Clemente Island）の指揮・管理も担当している。基地はサンディエゴ都市圏で唯一の司令部で、サンディエゴ湾口からメキシコ国境までコロナドの街を囲むように配置されている。ノースアイランド海軍航空基地は23個飛行隊と80の部隊司令部を擁し、中でも海軍航空デポはサンディエゴで最も多くの航空関連従事者を抱えている。

## 歴史
ノースアイランド海軍航空基地は1917年に開設され、1955年まではサンディエゴ海軍航空基地と呼ばれていた。1963年8月15日には下院軍事委員会の決議により「海軍航空隊発祥の地」 として公認された。

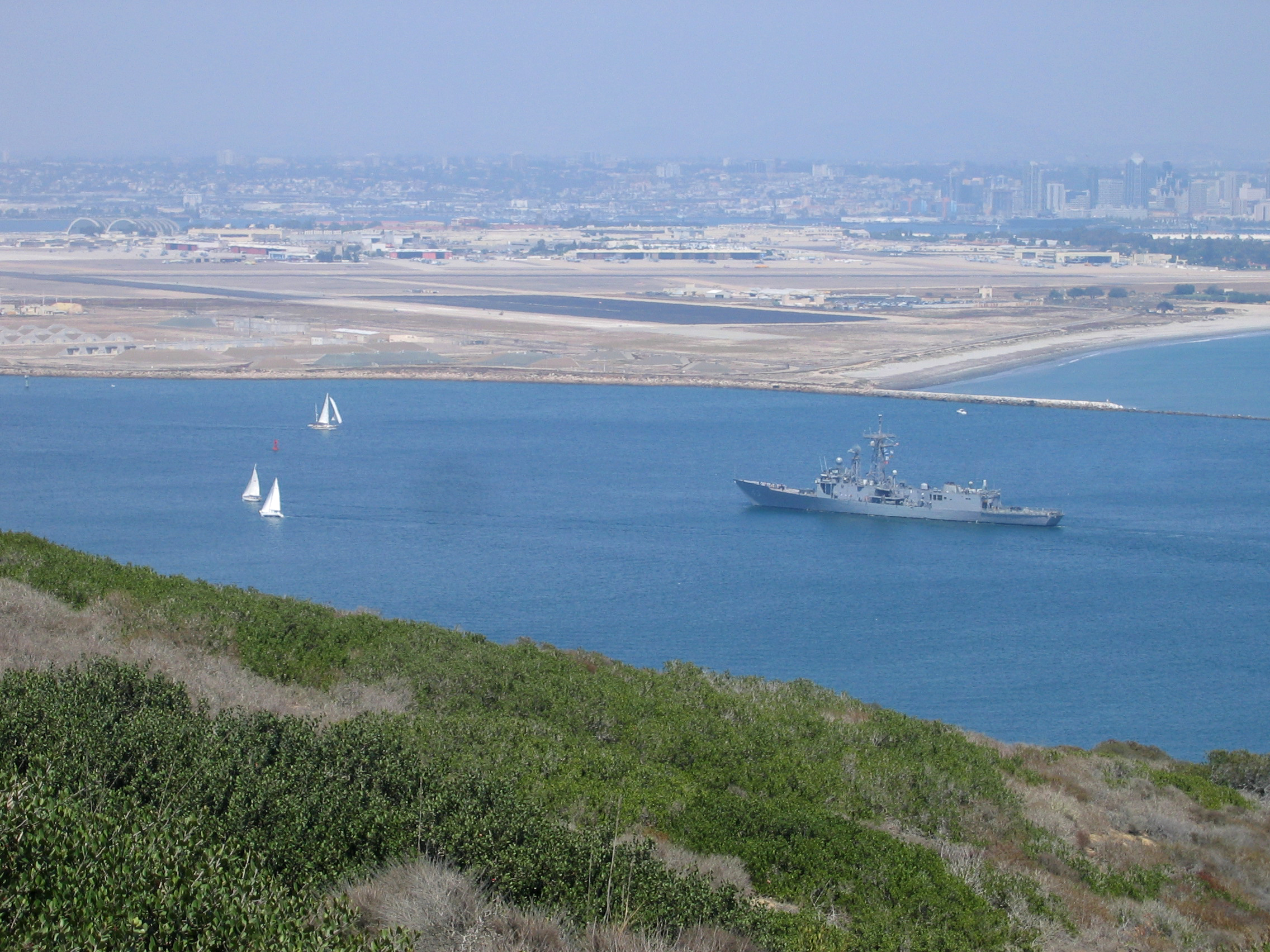
カブリロ・ナショナル・モニュメントから眺めた基地とUSS サッチ

海軍初の飛行士 セオドア・G・エリソン中尉とその同僚の多くは早くも1911年からノースアイランドで訓練を開始していた。これはライト兄弟がノースカロライナ州キティホークで初の有人飛行を達成してからわずか8年後のことであった。この当時、ノースアイランドは無人の砂原であり、19世紀後半にジョン・D・スプレッケルズが建てたリゾートホテル「ホテル・デル・コロナド」の利用客が乗馬や狩りを楽しんだ場所であった。
「ノースアイランド」の地名は、立地から名付けられた名前が基になっている。現在では地続きであるが、19世紀にはスペイン湾によって南北に分かれていたため、北側がノースコロナドアイランド、南側がサウスコロナドと名付けられていたのである（スペイン湾が砂で埋まり、地続きになったのは第二次世界大戦中の1945年のことである）。1886年には不動産業者がノースコロナドアイランドとサウスコロナドをリゾート住宅開発のため買い取った。サウスコロナドはシルバー・ストランドの端ではあるが島ではなかったため、コロナドの市街地として発展していった。
このとき、海軍にとって都合のよいことにノースコロナドは手つかずだった。代わりに、グレン・カーチスが飛行学校を開設し、第一次世界大戦が始まるまで所有地をリースしていた。カーチスは陸軍・海軍双方に飛行訓練所として使ってはどうかと提案し、まず海軍が1912年に基地を設けた。しかし、陸軍が1913年にノースアイランド南端に飛行学校を設立したにもかかわらず、海軍はその後5年も放置していた。1917年に議会は砂原を整備して飛行場を2つ設けることを承認した。海軍は「キャンプ・トラブル」と呼ばれた宿営地を設けて飛行場の建設を始めた。その名前が示す通り、初期にはうまくいかないことが多かったのである。海軍はノースアイランドを陸軍通信隊航空部と陸軍航空隊のロックウェル飛行場と共有していたが、1937年には海軍がノースアイランド全体の運用を行うようになったことから陸軍はこの地を離れた。
1914年には、航空機設計者のグレン・L・マーティンが自作の推進式飛行機でノースアイランド上空のデモ飛行を行った。これにはサンディエゴ市内へのパラシュート降下も含まれており、タイニー・ブロードウィックという体重41kgの一般女性が行ったという。ノースアイランドにおける航空史上の出来事としては、1911年の世界初の水上機の飛行や、1923年の世界初の空中給油および無着陸大陸横断飛行が挙げられる。 航空史上最も著名な足跡であるチャールズ・リンドバーグのニューヨーク=パリ間大西洋横断飛行も、1927年5月10日にノースアイランドのロックウェル飛行場から始まったのである。今日のブルーエンジェルスの祖先とも言える第6B戦闘飛行隊、通称『猫のフェリックス』飛行隊所属の3機からなる『シーホークス』は、1928年にはそのスリリングな展示飛行で観衆を楽しませていた。彼らは海軍の戦闘機・爆撃機パイロットの操縦技術を証明し、しばしば各機の翼を連ねるようにフォーメーションを組んで飛行することもあった。
ノースアイランドで訓練を積んだ米軍パイロットのリストは、さながら航空分野のWho's Whoとも言える。しかし、アメリカは20世紀初頭に航空機に興味を示した唯一の国というわけではなかった。海軍航空基地の運用が開始される6年前には、グレン・カーティスがノースアイランドに開いた航空学校で日本人操縦士たちを訓練している。その中には第二次世界大戦において航空艦隊司令長官を務めた山田定義（当時中尉）や、中島飛行機を設立した中島知久平が含まれていた。
最初の基地司令官ウィンフィールド・スペンサー・ジュニア少佐がノースアイランドの名を広めるのに一役買っている。彼の妻ウォリス・ウォーフィールドは2度の再婚を経てエドワード8世の妻、ウィンザー公爵夫人となったのである。
第二次世界大戦中、ノースアイランドは日本海軍と対峙する太平洋方面への戦力を支える重要な本土基地となった。これらは多数の空母、沿岸警備隊、陸軍、海兵隊、シービーを含んでいる。コロナドの街は多くの航空機工場の労働者の家となり、巨大な基地は日本海軍の潜水艦への警戒のもと、昼夜分かたず稼働していた。
ユナイテッド・サービス・オーガニゼーションの慰問公演は毎週 艦の講堂で行われていたが、そのうち2,100席を備えたロウリー・シアターで行われるようになった。多数の著名人がこの基地やこの基地を母港とする艦船で勤務していた。その中にはダグラス・フェアバンクス・ジュニアや1950～1960年代にワイルド・ビル・ヒコックを演じて西部劇スターとなったガイ・マディソンの姿もあった。また、ボブ・モズレーは乗組員向けプールでライフガードを務めていた。マルクス兄弟やボブ・ホープといったスターたちが慰問公演の常連として来演していた。
2015年5月、「ジョン・C・ステニス」（USS John C. Stennis, CVN-74）が寄港したことで、港内で整備中の「カール・ヴィンソン」（USS Carl Vinson, CVN-70）、「ロナルド・レーガン」（USS Ronald Reagan, CVN-76）と合わせて3隻のニミッツ級航空母艦が揃う姿が見られた。

## 組織
ノースアイランド海軍航空基地はカリフォルニア南部で2つの飛行場を運用している。一つはサン・クレメンテ島海軍補助着陸施設で、サンディエゴから100kmほど北西のチャンネル諸島にある。もう一つはインペリアル・ビーチ海軍場外離着陸場で、基地から16kmほど南方のメキシコ国境の町インペリアル・ビーチにある。ここは以前は独立した海軍飛行場として運用されていて、1950～1960年代にはリーム飛行場と呼ばれていた。
ノースアイランド海軍航空基地は独自の警察や消防署まで保有しており、一つの街に相当する施設・機能を備えている。巨大工場のような海軍航空デポでは3,300人の民間人が働いており、食堂や両替所、住居まで含まれている。さらに、レクリエーション施設として士官・准士官・乗組員向けのクラブ、映画館、ゴルフコース、テニスコート、ボウリング場、公園やビーチなどがある。
飛行場には230以上の航空機が駐機しており、岸壁は原子力空母「 USS カール・ヴィンソン 」と 「USS セオドア・ルーズベルト 」の母港となっている。
ノースアイランド海軍航空基地は4つの主要な司令本部が置かれている。
- 海軍航空軍（英語版）（Commander, Naval Air Forces (COMNAVAIRFOR or CNAF) ）

大西洋艦隊、太平洋艦隊、海軍予備役航空隊、海軍航空訓練コマンドに所属するすべての航空機・空母のメンテナンス・訓練を所管する。
- 太平洋艦隊海軍航空軍（Commander, Naval Air Force, U.S. Pacific Fleet (COMNAVAIRPAC or CNAP)）

太平洋艦隊に所属するすべての航空機・空母のメンテナンス・訓練を所管する。これはCOMNAVAIRFORの兼務ポストである。

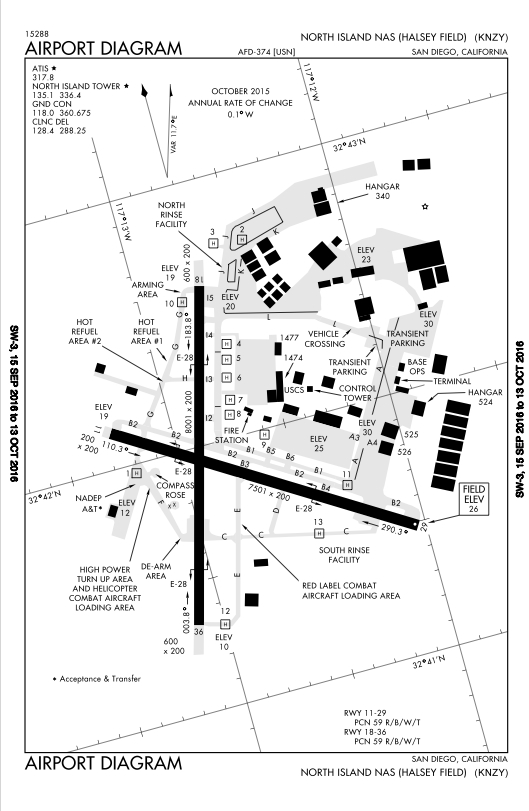
FAA 空港配置図

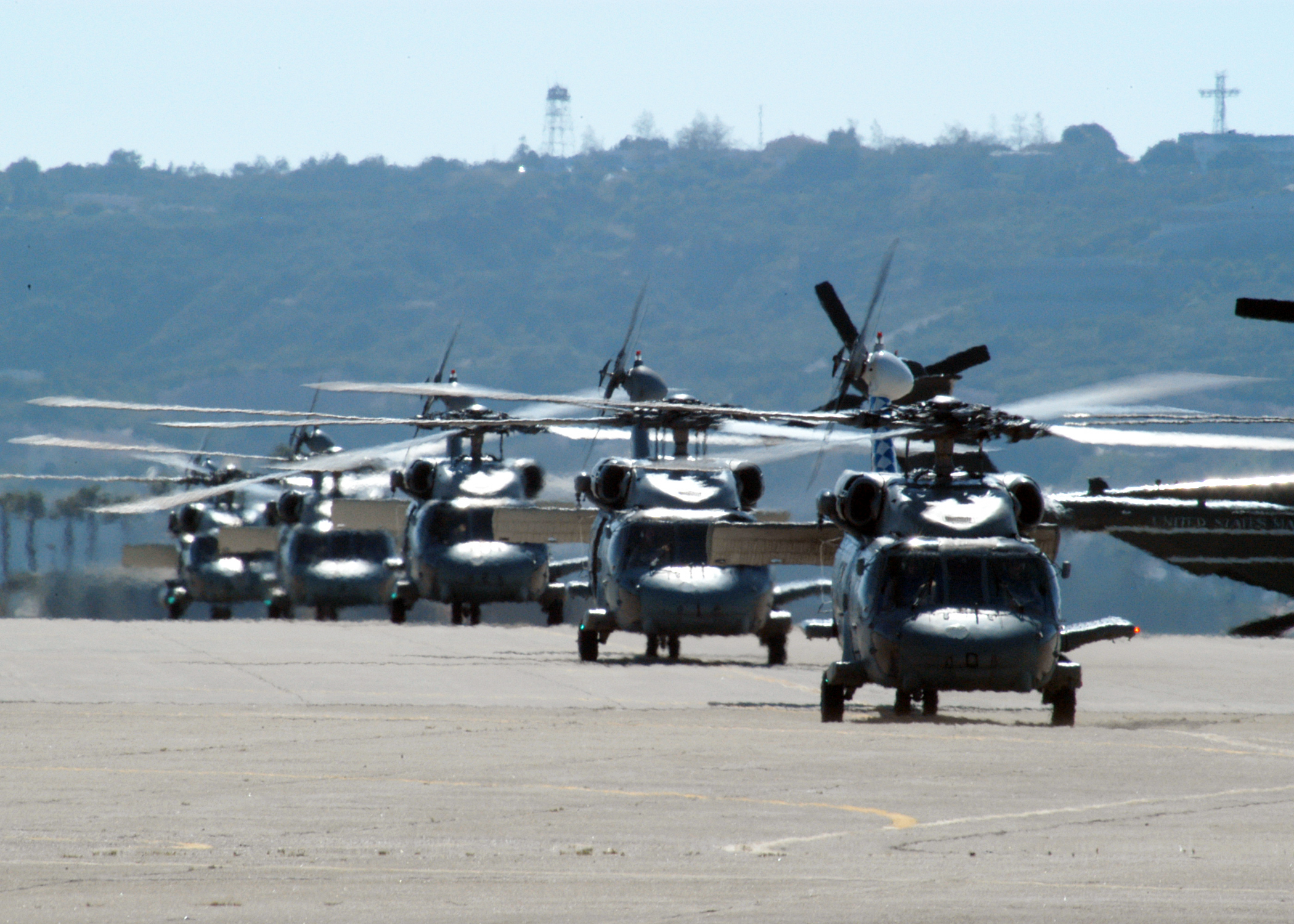
ノースアイランド海軍航空基地に駐機するシーホーク

- 第1空母打撃群司令部および第7空母打撃群司令部（Commander, Carrier Strike Group One and Commander, Carrier Strike Group Seven）
- 第1巡洋艦・駆逐艦群司令部（Commander Cruiser Destroyer Group One）

所属艦がすべて入港している場合、基地の人口は現役軍人・予備役軍人・民間人を合わせて35,000人ほどになる。国防総省からの請負業者が基地からNALFまでの航空輸送を行っている。この請負業者は、海軍および海兵隊が協働して行う戦術訓練も提供している。これらの業務には、C-26 メトロライナーやリアジェット機、ガルフストリーム機などが使用されている。

### 所在司令部
- 海軍航空軍
- 太平洋艦隊海軍航空軍
- 太平洋戦闘カメラグループ
- 第1空母打撃群（英語版）
- 第3空母打撃群（英語版）
- 第9空母打撃群（英語版）
- 第1巡洋艦駆逐隊群司令官(COMCARDESGRU 1)
- 第7駆逐隊群司令官(COMDESRON 7)
- 第21駆逐戦隊司令官(COMDESRON 21)
- 第1戦術航空管制群司令官(COMTACGRU 1)
- 第405建設大隊ユニット(CBU 405)
- 深海潜水ユニット(DSU)
- Defense Enterprise Computing Center Det San Diego
- 深海潜水システム支援分遣隊
- 深海潜水無人艇分遣隊
- 太平洋艦隊航空専門運用訓練グループ
- 太平洋艦隊画像コマンド
- サンディエゴ艦隊気象センター
- 海軍航空技術情報・技術支援センター
- 海軍コンピューター・遠距離通信局
- コロナド海軍指導者訓練ユニット
- 海軍太平洋海洋気象センター
- 西部海軍公務支援部隊
- 第1海軍特殊処分チーム
- 海軍航空技術訓練センター(CNATTU)
- サンディエゴ海軍情報作戦コマンド
- ノースアイランド海軍作戦支援センター
- 第3海洋遠征保安中隊

### 所在部隊
ノースアイランド海軍航空基地には、以下の部隊が所在している。
太平洋艦隊ヘリコプター海洋打撃航空団司令官(COMHSMWINGPAC)隷下
- - 第35ヘリコプター海洋打撃飛行隊 - MH-60R
  - 第41ヘリコプター海洋打撃飛行隊 - MH-60R
  - 第49ヘリコプター海洋打撃飛行隊 - MH-60R
  - 第71ヘリコプター海洋打撃飛行隊 - MH-60R
  - 第73ヘリコプター海洋打撃飛行隊 - MH-60R
  - 第75ヘリコプター海洋打撃飛行隊 - MH-60R
  - 第78ヘリコプター海洋打撃飛行隊 - MH-60R
  - 第79ヘリコプター海洋打撃飛行隊 - MH-60R
  - 太平洋艦隊ヘリコプター海洋打撃兵器学校(HSMWSP) - MH-60R、MQ-8B

太平洋艦隊ヘリコプター海上戦闘航空団司令官(COMHSCWINGPAC)隷下
- 太平洋艦隊ヘリコプター海上戦闘航空団
  - 第3ヘリコプター海上戦闘飛行隊 - MH-60S
  - 第4ヘリコプター海上戦闘飛行隊 - MH-60S
  - 第6ヘリコプター海上戦闘飛行隊 - MH-60S
  - 第8ヘリコプター海上戦闘飛行隊 - MH-60S
  - 第14ヘリコプター海上戦闘飛行隊 - MH-60S
  - 第15ヘリコプター海上戦闘飛行隊 - MH-60S
  - 第21ヘリコプター海上戦闘飛行隊 - MH-60S
  - 第23ヘリコプター海上戦闘飛行隊 - MH-60S
  - 第85ヘリコプター海上戦闘飛行隊 - MH-60S
  - 太平洋艦隊ヘリコプター海上戦闘兵器学校(HSCWSP) - MH-60S

空中指揮統制兵站航空団司令官(COMACCLOGWING)隷下
- 空中指揮統制兵站航空団
  - 第30艦隊兵站支援飛行隊 - C-2A
  - 第30艦隊兵站多任務飛行隊 - CMV-22B
  - 第50艦隊兵站多任務飛行隊（英語版） - CMV-22B[11]

艦隊即応センター司令官(COMFRC)隷下
- 南西部艦隊即応センター（英語版）

海軍予備役航空隊司令官(CNAFR)隷下
- 艦隊兵站支援航空団（英語版）
  - 第57艦隊兵站支援飛行隊 - C-40A

### 母港
原子力空母
- カール・ヴィンソン（USS Carl Vinson, CVN-70）[12]
- セオドア・ルーズベルト（USS Theodore Roosevelt, CVN-71）[13]
- エイブラハム・リンカーン（USS Abraham Lincoln, CVN-72）[14]

遠征海上基地
- ミゲル・キース（英語版）（USS Miguel Keith, ESB-5）[15]

## 気候
ノースアイランド海軍航空基地はアメリカ西海岸において冬期に最も暖かい地域にあたる。ケッペンの気候区分 ではステップ気候（BSh）に分類される。
| North Island NAS (32.7°N, 117.2°W Altitude: 7.9 m asl)の気候                                  | North Island NAS (32.7°N, 117.2°W Altitude: 7.9 m asl)の気候 | North Island NAS (32.7°N, 117.2°W Altitude: 7.9 m asl)の気候 | North Island NAS (32.7°N, 117.2°W Altitude: 7.9 m asl)の気候 | North Island NAS (32.7°N, 117.2°W Altitude: 7.9 m asl)の気候 | North Island NAS (32.7°N, 117.2°W Altitude: 7.9 m asl)の気候 | North Island NAS (32.7°N, 117.2°W Altitude: 7.9 m asl)の気候 | North Island NAS (32.7°N, 117.2°W Altitude: 7.9 m asl)の気候 | North Island NAS (32.7°N, 117.2°W Altitude: 7.9 m asl)の気候 | North Island NAS (32.7°N, 117.2°W Altitude: 7.9 m asl)の気候 | North Island NAS (32.7°N, 117.2°W Altitude: 7.9 m asl)の気候 | North Island NAS (32.7°N, 117.2°W Altitude: 7.9 m asl)の気候 | North Island NAS (32.7°N, 117.2°W Altitude: 7.9 m asl)の気候 | North Island NAS (32.7°N, 117.2°W Altitude: 7.9 m asl)の気候 |
| 月                                                                                            | 1月                                                          | 2月                                                          | 3月                                                          | 4月                                                          | 5月                                                          | 6月                                                          | 7月                                                          | 8月                                                          | 9月                                                          | 10月                                                         | 11月                                                         | 12月                                                         | 年                                                           |
| --------------------------------------------------------------------------------------------- | ------------------------------------------------------------ | ------------------------------------------------------------ | ------------------------------------------------------------ | ------------------------------------------------------------ | ------------------------------------------------------------ | ------------------------------------------------------------ | ------------------------------------------------------------ | ------------------------------------------------------------ | ------------------------------------------------------------ | ------------------------------------------------------------ | ------------------------------------------------------------ | ------------------------------------------------------------ | ------------------------------------------------------------ |
| 平均最高気温 °C （°F）                                                                        | 20.4 (68.8)                                                  | 20.2 (68.3)                                                  | 20.5 (68.9)                                                  | 21.4 (70.5)                                                  | 22.1 (71.7)                                                  | 23.1 (73.6)                                                  | 25.3 (77.5)                                                  | 26.1 (78.9)                                                  | 25.8 (78.5)                                                  | 24.4 (75.9)                                                  | 22.4 (72.3)                                                  | 20.2 (68.3)                                                  | 22.66 (72.77)                                                |
| 日平均気温 °C （°F）                                                                          | 15.4 (59.8)                                                  | 15.7 (60.3)                                                  | 16.6 (61.9)                                                  | 17.8 (64.1)                                                  | 19.1 (66.3)                                                  | 20.3 (68.6)                                                  | 22.3 (72.1)                                                  | 23.1 (73.6)                                                  | 22.5 (72.5)                                                  | 20.6 (69.0)                                                  | 17.7 (63.8)                                                  | 15.2 (59.3)                                                  | 18.86 (65.94)                                                |
| 平均最低気温 °C （°F）                                                                        | 10.4 (50.8)                                                  | 11.3 (52.4)                                                  | 12.7 (54.9)                                                  | 14.2 (57.6)                                                  | 16.1 (60.9)                                                  | 17.6 (63.7)                                                  | 19.3 (66.8)                                                  | 20.1 (68.2)                                                  | 19.2 (66.6)                                                  | 16.7 (62.1)                                                  | 13 (55.4)                                                    | 10.2 (50.3)                                                  | 15.07 (59.14)                                                |
| 降水量 mm （inch）                                                                            | 42.9 (1.69)                                                  | 51.8 (2.04)                                                  | 42.2 (1.66)                                                  | 18.3 (0.72)                                                  | 2 (0.08)                                                     | 1.5 (0.06)                                                   | 0.5 (0.02)                                                   | 0.5 (0.02)                                                   | 3.8 (0.15)                                                   | 16.5 (0.65)                                                  | 23.6 (0.93)                                                  | 35.3 (1.39)                                                  | 238.9 (9.41)                                                 |
| 出典1：http://www.ncdc.noaa.gov/cdo-web/datatools/normals                                     |                                                              |                                                              |                                                              |                                                              |                                                              |                                                              |                                                              |                                                              |                                                              |                                                              |                                                              |                                                              |                                                              |
| 出典2：http://www.ncdc.noaa.gov/cdo-web/datasets/normal_mly/stations/GHCND:USW00093112/detail |                                                              |                                                              |                                                              |                                                              |                                                              |                                                              |                                                              |                                                              |                                                              |                                                              |                                                              |                                                              |                                                              |